# Grayson Perry

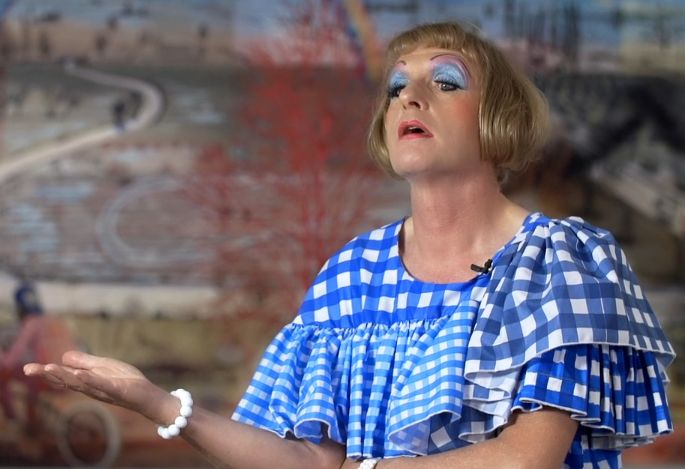
Grayson Perry

Grayson Perry (Chelmsford, 24 maart 1960) is een Britse kunstenaar, documentairemaker en auteur. Het beeldende werk van Perry kent een grote diversiteit: hij maakt bijvoorbeeld keramiek, wandtapijten, schilderijen en jurken. Voor zijn beeldende werk won Perry in 2003 de Turner Prize en in 2021 de Erasmusprijs. Voor verschillende van zijn documentaires  - zoals 'All In the Best Possible Taste' (2013) en 'Who Are You?' (2014) won Perry BAFTA's. 
Perry is getrouwd met psychotherapeut en schrijver Phillipa Perry. Tijdens de covid-19 pandemie presenteerden zij samen het programma 'Grayson's art club'. Ze hebben een dochter, Florence (Flo) Perry die illustrator en schrijver is.  

## Werk in collecties
Werk van Perry is te vinden in de collecties van onder andere:
- Het Bonnefantenmuseum in Maastricht
- Museum of Modern Art in New York
- het Stedelijk Museum in Amsterdam
- Tate Gallery in Londen
- National Gallery of Victoria in Melbourne
- Victoria and Albert Museum in Londen